# Arrondissement Annecy
Das Arrondissement Annecy ist eine Verwaltungseinheit des Départements Haute-Savoie in der französischen Region Auvergne-Rhône-Alpes. Präfektur ist Annecy.
Das Arrondissement besteht aus 77 Gemeinden.

## Gemeinden
Die Gemeinden des Arrondissement Annecy sind:
| 1. Alby-sur-Chéran (74002)            | 2. Alex (74003)                     | 3. Allèves (74004)                  | 4. Annecy (74010)               |
| 5. Argonay (74019)                    | 6. La Balme-de-Sillingy (74026)     | 7. La Balme-de-Thuy (74027)         | 8. Bloye (74035)                |
| 9. Bluffy (74036)                     | 10. Le Bouchet-Mont-Charvin (74045) | 11. Boussy (74046)                  | 12. Chainaz-les-Frasses (74054) |
| 13. La Chapelle-Saint-Maurice (74060) | 14. Chapeiry (74061)                | 15. Charvonnex (74062)              | 16. Chavanod (74067)            |
| 17. Chevaline (74072)                 | 18. Choisy (74076)                  | 19. Les Clefs (74079)               | 20. La Clusaz (74080)           |
| 21. Crempigny-Bonneguête (74095)      | 22. Cusy (74097)                    | 23. Dingy-Saint-Clair (74102)       | 24. Doussard (74104)            |
| 25. Duingt (74108)                    | 26. Entrevernes (74111)             | 27. Epagny Metz-Tessy (74112)       | 28. Étercy (74117)              |
| 29. Faverges-Seythenex (74123)        | 30. Fillière (74282)                | 31. Giez (74135)                    | 32. Le Grand-Bornand (74136)    |
| 33. Groisy (74137)                    | 34. Gruffy (74138)                  | 35. Hauteville-sur-Fier (74141)     | 36. Héry-sur-Alby (74142)       |
| 37. Lathuile (74147)                  | 38. Leschaux (74148)                | 39. Lornay (74151)                  | 40. Lovagny (74152)             |
| 41. Manigod (74160)                   | 42. Marcellaz-Albanais (74161)      | 43. Marigny-Saint-Marcel (74165)    | 44. Massingy (74170)            |
| 45. Menthon-Saint-Bernard (74176)     | 46. Mésigny (74179)                 | 47. Montagny-les-Lanches (74186)    | 48. Moye (74192)                |
| 49. Mûres (74194)                     | 50. Nâves-Parmelan (74198)          | 51. Nonglard (74202)                | 52. Poisy (74213)               |
| 53. Quintal (74219)                   | 54. Rumilly (74225)                 | 55. Saint-Eusèbe (74231)            | 56. Saint-Eustache (74232)      |
| 57. Saint-Félix (74233)               | 58. Saint-Ferréol (74234)           | 59. Saint-Jean-de-Sixt (74239)      | 60. Saint-Jorioz (74242)        |
| 61. Saint-Sylvestre (74254)           | 62. Sales (74255)                   | 63. Sallenôves (74257)              | 64. Serraval (74265)            |
| 65. Sevrier (74267)                   | 66. Sillingy (74272)                | 67. Talloires-Montmin (74275)       | 68. Thônes (74280)              |
| 69. Thusy (74283)                     | 70. Val de Chaise (74167)           | 71. Vallières-sur-Fier (74289)      | 72. Vaulx (74292)               |
| 73. Versonnex (74297)                 | 74. Veyrier-du-Lac (74299)          | 75. Les Villards-sur-Thônes (74302) | 76. Villaz (74303)              |
| 77. Viuz-la-Chiésaz (74310)           |                                     |                                     |                                 |

## Neuordnung der Arrondissements 2024
Der Erlass der Präfektin der Region Auvergne-Rhône-Alpes vom 2. Juni 2023 legte mit Wirkung zum 1. Januar 2024 eine Neuordnung des Zuschnitts der Arrondissements des Départements Haute-Savoie fest.
Die Gemeinden Cuvat und Villy-le-Pelloux wechselten vom Arrondissement Annecy zum Arrondissement Saint-Julien-en-Genevois.

## Ehemalige Gemeinden seit 2015
- Bis 2015: Cons-Sainte-Colombe, Épagny, Faverges, Marlens, Metz-Tessy, Montmin, Seythenex, Talloires
- Bis 2016: Annecy-le-Vieux, Aviernoz, Cran-Gevrier, Évires, Meythet, Les Ollières, Pringy, Saint-Martin-Bellevue, Seynod, Thorens-Glières
- Bis 2018: Vallières, Val-de-Fier